# A-Lex
A-Lex is het elfde album van de Braziliaanse metalband Sepultura. Het album is uitgebracht in 2009. Dit album is een doorzetting van het hardcore punk geluid van Dante XXI maar voegt opnieuw meer elementen toe, waaronder deathmetal. Dit is het eerste Sepultura album zonder Igor Cavalera, die in 2006 de band verlaat om zich te focussen op zijn eigen projecten. Dit is dus ook het eerste zonder een Cavalera in de bezetting van de band.
Net als Dante XXI is A-Lex een conceptalbum, gebaseerd op A Clockwork Orange van Anthony Burgess.

## Tracks
1. "A-Lex I"
2. "Moloko Mesto"
3. "Filthy Rot"
4. "We've Lost You!"
5. "What I Do!"
6. "A-Lex II"
7. "The Treatment"
8. "Metamorphosis"
9. "Sadistic Values"
10. "Forceful Behavior"
11. "Conform"
12. "A-Lex III"
13. "The Experiment"
14. "Strike"
15. "Enough Said"
16. "Ludwig Van"
17. "A-Lex IV"
18. "Paradox"

## Bezetting van de band tijdens opname
- Derrick Green
- Jean Dolabella
- Andreas Kisser
- Paulo Jr.